# Ледье, Альциус
Альциус Ледье фр. Alcius Ledieu; 14 апреля 1850, Демюен, О-де-Франс — 14 марта 1912, Хорну-ле-Бур, департамент Сомма, О-де-Франс) — французский историк, прозаик, археолог, краевед.

## Биография
Сын пекаря. С 1871 года учительствовал. В возрасте 29 лет стал хранителем муниципальной библиотеки Абвиля.
Используя доступ к историческим материалам, опубликовал ряд работ, касающихся истории Пикардии и биографий пикардийцев.
Писал на пикардском языке, также автор трудов по лингвистике Пикардии, собрал и опубликовал фривольные сказки.
Его библиография насчитывает около 160 публикаций, книг или журнальных статей. Автор словаря и грамматики пикардского языка.
Он основал и редактировал Le Cabinet Historique de l’Artois et de la Picardie, 14 томов которой вышли с 1887 по 1900 годы, и Revue du Nord de la France. 
В 1911 году участвовал в Норманнском конгрессе в Руане, посвящённом тысячелетию основания герцогства Нормандии.

## Избранные труды
- «Deux villages du Santerre» (1881);
- «Une Seigneurie au XV-e siècle» (1883);
- «La vie d'un douanier» (1885);
- Catalogue analytique des manuscrits de la bibliothèque d'Abbeville, précédé d'une notice historique (1885);
- «L’Amiral Courbet» (1886);
- «Esquisses militaires de la guerre de Cent ans» (1887);
- «Esquisses militaires de la guerre de Trente ans» (в «Picardie et Artois», 1888);
- «Monographie d’un bourg etc.» (1888);
- «La guerre de Trente ans en Artois» (1887);
- Les Vilains dans les œuvres des trouvères (1890).